# Franz Xavier Nagl
Pour les articles homonymes, voir Nagl.
Franz Xavier Nagl  (né le 26 novembre 1855 à Vienne  et mort le 4 février 1913 à Vienne) est un cardinal autrichien du XXe siècle. Il est le fils d'un portier.

## Biographie
Nagl est chanoine à la cathédrale de Vienne. Il est élu  évêque de Trieste et Capodistria en 1902. Il est promu archevêque titulaire de Tyr et coadjuteur de Vienne en 1910. Nagl succède à Vienne en 1911.  Le pape Pie X le crée cardinal lors du consistoire du 27 novembre 1911.
Une station sur la ligne U3 du métro de Vienne ainsi qu'une place portent son nom.

## Succession apostolique
Franz Xavier Nagl a ordonné les évêques suivants :
- Évêque Hermann Zschokke (de) (1910)
- Évêque Andrej Karlin (it) (1911)
- Archevêque Josef Pfluger (de) (1911)